# Класична логіка
Класична логіка — термін математичної логіки щодо тієї чи іншої логічної системи, для вказівки того, що для цієї логіки справедливі всі закони (класичного) обчислення висловлювань, в тому числі закон виключеного третього.
Некласична логіка, відповідно, — це логіка, в якій один або кілька законів класичної логіки не виконуються. Найвідомішим прикладом некласичної логіки є інтуїціонистська логіка (в ній не виконується закон виключеного третього). Крім того, існують некомутативна логіка (відмова від комутативності, кон'юнкції та диз'юнкції), лінійна логіка (відмова від ідемпотентності кон'юнкції та диз'юнкції), немонотонна логіка (відмова від монотонності відношення виводимості), квантова логіка (відмова від дистрибутивності), і багато інших.
Нерідко приставку класична вживають також щодо деяких некласичних логік, які допускають декілька варіантів — з законом виключеного третього (або подібних йому), або без нього. Тоді першу називають класичною. Наприклад, класична лінійна логіка.
Класична логіка визначає клас формальної логіки, які були найбільш інтенсивно досліджуванні та найбільш широко використовувались. Також іноді вживають назву «Стандартна логіка». Вони характеризуються  числом властивостей:
1. Закон виключеного третього та подвійного заперечення;
2. Закон суперечності, і принцип вибуху;
3. Монотонність наслідування[en] та ідемпотентності слідування (Контрарність)
4. Комутативність кон'юнкції[en];
5. Двоїстість Де Моргана (De Morgan): кожний логічний оператор двоїстий іншому;

Передбачувана семантика класичної логіки бівалентна. З появою алгебраїчної логіки стало очевидно що класичне числення висловлень визнає іншу семантику. У булево-значній семантиці (для класичної логіки висловлювань), значення істинності є елементами довільної булевої алгебри; «Правда» відповідає максимальному елементу алгебри, «брехня» відповідає мінімальному елементу. Проміжні елементи алгебри відповідають іншим значенням істинності, ніж «правда» і «брехня». Алгебра логіки застосовується тільки в булевій алгебрі з двома елементами, де немає проміжних значень.

## Приклади класичної логіки
- Аристотелівська логіка являє собою теорію силогізмів, логіку з обмеженою формою суджень: твердження приймає одну з чотирьох форм, всі Ps є Q, деякі Ps є Q, Ps не є Q, і деякі Ps не Q. Ці судження виявляються самі, якщо дві пари двох парних операторів, і кожний оператор є запереченням іншого, відносини, що Аристотель підсумував з його логічним квадратом. Аристотель сформулював закон виключеного третього і закон суперечності виправдовуючи свою систему, хоча ці закони не можуть бути виражені як судження в силогістичних рамках.
- Джордж Буль алгебраїчно переформулював логіку, у систему булевої логіки.
- Логіка першого порядку винайдена Готлобом Фреге.

## Некласична логіка
- Логіка обчислюваності — семантично побудована формальна теорія обчислюваності, на відміну від класичної логіки, яка є формальною теорією істинності, об'єднує та розширює класичну, лінійні і інтуїционістську логіку.
- Багатозначна логіка, у тому числі нечітка логіка, яка відкидає закон виключеного третього і дозволяє взяти як істинне значення будь-яке дійсне число між 0 і 1.
- Інтуїціонистська логіка відкидає закон виключеного третього, закон подвійного заперечення, та закони Де Моргана.
- Лінійна логіка[en] відкидає ідемпотентність втілення.
- Модальна логіка розширює класичну логіку з неправдиво-функціональними[en] («модальними») операторами.
- Логіка доцільності[en], лінійна логіка і немонотонна логіка відкидають монотонність спричинення за собою.

## Подальше читання
- Graham Priest, Введення в некласичну логіку, 2-е Видання, CUP, 2008, ISBN 978-0-521-67026-5
- Warren Goldfard, «Дедуктивна логіка», 1-е Видання, 2003, ISBN 0-87220-660-2